# Marcello Martana
Marcello Martana (Roma, 3 marzo 1923 – Roma, 15 dicembre 1992) è stato un attore e cabarettista italiano, specializzato in ruoli da caratterista.

## Biografia

Marcello Martana seduto a tavola accanto a Bombolo, in un fotogramma del film Delitto al Blue Gay (1984)

Fratello di Luciano Martana, è stato attivo – in cinema e televisione – fra il 1950 ed il 1992, spesso in compagnia del fratello Luciano, anche se il suo debutto avvenne nel 1951 nel film Stasera sciopero. Molto attivo negli spettacoli di varietà teatrale e avanspettacolo, come Fratelli Martana, negli anni sessanta recita di frequente al Puff, teatrino di Lando Fiorini, con la regia di Luciano Martana in coppia con la soubrette Giusy Valeri, moglie di Luciano.
Ha legato il suo nome a numerosi film anni settanta e ottanta, in particolare poliziotteschi (fra cui alcuni della serie con il Nico Giraldi di Tomas Milian, nei quali interpretava il ruolo del commissario Trentini, il suo più famoso) e film della commedia erotica all'italiana. Saltuariamente si è dedicato al doppiaggio. È deceduto nel 1992, all'età di 69 anni per cause naturali, è sepolto al cimitero Flaminio di Roma. 

## Filmografia

### Attore

#### Cinema
- Stasera sciopero, regia di Mario Bonnard (1951)
- I prepotenti, regia di Mario Amendola (1958)
- La banda del buco, regia di Mario Amendola (1960)
- Il prode Anselmo e il suo scudiero, regia di Bruno Corbucci (1972)
- Polvere di stelle, regia di Alberto Sordi (1973)
- Due sul pianerottolo, regia di Mario Amendola (1975)
- Amore mio spogliati... che poi ti spiego!, regia di Fabio Pittorru e Renzo Ragazzi (1975)
- Il sergente Rompiglioni diventa... caporale, regia di Mariano Laurenti (1975)
- La liceale, regia di Michele Massimo Tarantini (1975)
- L'adolescente, regia di Alfonso Brescia (1976)
- Amori, letti e tradimenti, regia di Alfonso Brescia (1976)
- Squadra antiscippo, regia di Bruno Corbucci (1976)
- Squadra antifurto, regia di Bruno Corbucci (1976)
- Orazi e Curiazi 3 - 2, regia di Giorgio Mariuzzo (1977)
- Squadra antitruffa, regia di Bruno Corbucci (1977)
- Il figlio dello sceicco, regia di Bruno Corbucci (1977)
- La soldatessa alle grandi manovre, regia di Nando Cicero (1978)
- Assassinio sul Tevere, regia di Bruno Corbucci (1979)
- Scusi lei è normale?, regia di Umberto Lenzi (1979)
- L'infermiera nella corsia dei militari, regia di Mariano Laurenti (1979)
- Delitto a Porta Romana, regia di Bruno Corbucci (1980)
- Zucchero, miele e peperoncino, regia di Sergio Corbucci (1980)
- Delitto al ristorante cinese, regia di Bruno Corbucci (1981)
- Delitto sull'autostrada, regia di Bruno Corbucci (1982)
- Che casino... con Pierino!, regia di Bitto Albertini (1982)
- Il conte Tacchia, regia di Sergio Corbucci (1982)
- Sfrattato cerca casa equo canone, regia di Pier Francesco Pingitore (1983)
- Delitto in Formula Uno, regia di Bruno Corbucci (1984)
- Delitto al Blue Gay, regia di Bruno Corbucci (1984)
- Splendor, regia di Ettore Scola (1989)
- Saint Tropez - Saint Tropez, regia di Castellano e Pipolo (1992)

#### Televisione
- Un uomo da ridere, regia di Lucio Fulci – miniserie TV, 2 episodi (1980)
- Classe di ferro – serie TV, 6 episodi (1989)
- Ma tu mi vuoi bene?, regia di Marcello Fondato – miniserie TV (1992)

### Doppiatore
- Ennio Antonelli in Pierino medico della SAUB

## Programmi TV
- Milleluci, regia di Antonello Falqui, quinta puntata (1974)
- Due ragazzi incorreggibili, regia di Romolo Siena (1976-1977)

## Doppiatori italiani
- Sergio Tedesco in Delitto al ristorante cinese e Delitto sull'autostrada
- Gigi Reder in Delitto a porta romana[2]
- Manlio De Angelis in Delitto al ristorante cinese[3]
- Gianfranco Bellini in Squadra antiscippo, Il figlio dello sceicco
- Renato Cortesi in La liceale
- Aldo Giuffré in La banda del buco
- Cesare Gelli in Scusi lei è normale?